# ويجهة

ثماني وجوه مُستنجَم باعتباره مكعبًا مُوَيْجَهًا
في الهندسة، الوَيْجَهَة أو التشكيل بالوجيهات (الإنجليزية: faceting, facetting) هي إجرائية إزالة أجزاء من مضلع أو متعدد وجوه أو متعدد أكناف، دون إنشاء أي رؤوس جديدة.
يمكن إنشاء حروف جديدة لمتعدد وجوه مُوَيْجَه على طول الأقطار الوجهية أو الأقطار الفضائية الداخلية. سيكون لمتعدد وجوه مُوَيْجَه وجهان على كل حرف ويخلق متعددات وجوه جديدة أو مُجمَّعات من متعددات الوجوه.
الويجهة هي الإجرائية العكسية أو الثِّنْوِيَّة للاستنجام. من أجل كل استنجام لبعض متعددات الأكناف المحدبة، توجد ويجهة ثنوية لمتعدد الوجوه الثنوي.

## المضلعات المُوَيْجَهَة
على سبيل المثال، المخمس المنتظم له مضلع متناظر واحد مُوَيْجَه، وهو المخمس النجمي، والمسدس المنتظم له مضلعان متناظران مُوَيْجَهَان، أحدهما على شكل مضلع عادي، والآخر على شكل مركب من مثلثين (مضلع نجمي).
| مخمس              | مسدس      | مسدس      | مُعشَّر               | مُعشَّر      | مُعشَّر        | مُعشَّر      | مُعشَّر      | مُعشَّر      | مُعشَّر      |
| ----------------- | --------- | --------- | ------------------ | --------- | ----------- | --------- | --------- | --------- | --------- |
|                   |           |           |                    |           |             |           |           |           |           |
| نجمة مُخمَّسيّة {5/2} | مسدس نجمي | مُجَمَّع 2{3} | نجمة مُعشَّريّة {10/3} | مُجَمَّع 2{5} | مُجَمَّع 2{5/2} | معشر نجمي | معشر نجمي | معشر نجمي | معشر نجمي |
|                   |           |           |                    |           |             |           |           |           |           |

## متعددات الوجوه مُوَيْجَهة
يمكن ويجهة عشروني الوجوه المنتظم إلى ثلاثة متعددات وجوه كبلر-بوانسو منتظمة: اثنا عشري الوجوه المستنجم الصغير، واثنا عشري الوجوه العظيم، وعشروني الوجوه العظيم. جميعها لها 30 حرفًا.
| محدب          | نجوم منتظمة             | نجوم منتظمة                      | نجوم منتظمة          |
| عشروني الوجوه | اثنا عشري الوجوه العظيم | اثنا عشري الوجوه المستنجم الصغير | عشروني الوجوه العظيم |
| ------------- | ----------------------- | -------------------------------- | -------------------- |
|               |                         |                                  |                      |

يمكن ويجهة اثني عشري الوجوه المنتظم إلى متعدد وجوه كبلر-بوانسو منتظم واحد، وثلاثة متعددات وجوه نجمية محتتنة، وثلاثة مُجمَّعات متعددات وجوه منتظمة. تُنشأ النجوم المحتتنة ومجمع المكعبات الخمسة باستخدام الأقطار الوجهية. اثنا عشري الوجوه المحفورة هو تشكيل بوجوه مضلعة نجمية سداسية.
| محدب             | نجم منتظم                        | نجوم مُحتتِنة                                                    | نجوم مُحتتِنة                                                  | نجوم مُحتتِنة                                                    | انتقالي الرؤوس            |
| اثنا عشري الوجوه | اثنا عشري الوجوه المستنجم العظيم | مُوَازي الوجوه الاثنا العشري العشروني ثنائي ثلاثي الزوايا الصغير | مُوَازي الوجوه الاثنا العشري الاثنا العشري ثنائي ثلاثي الزوايا | مُوَازي الوجوه الاثنا العشري العشروني ثنائي ثلاثي الزوايا العظيم | اثنا عشري الوجوه المحفورة |
| ---------------- | -------------------------------- | -------------------------------------------------------------- | ------------------------------------------------------------ | -------------------------------------------------------------- | ------------------------- |
|                  |                                  |                                                                |                                                              |                                                                |                           |

| محدب             | مُجمَّعات منتظمة       | مُجمَّعات منتظمة | مُجمَّعات منتظمة       |
| اثنا عشري الوجوه | خمسة رباعيات الوجوه | خمسة مكعبات   | عشرة رباعيات الوجوه |
| ---------------- | ------------------- | ------------- | ------------------- |
|                  |                     |               |                     |

## نبذة تاريخية
لم تُدرَس إجرائية الويجهة بشكل مكثف مثل الاستنجام .
- في عام 1568 نشر فنتسل يَمْنِتْسَر[الإنجليزية] كتابه منظور المجسمات المنتظمة[الإنجليزية]، والذي أظهر العديد من الاستنجامات وويجهات متعددات الوجوه.[2]
- في عام 1619، وصف كبلر مُجمَّعًا منتظمًا[الإنجليزية] من رباعِيَي وجوه يتناسب مع مكعب، وأطلق عليه اسم "Stella octangula" (يعني حرفيًا "نجم ثماني الأَسَل"، وهو ثماني وجوه مستنجم[الإنجليزية][لغات أخرى].
- في عام 1858، استنتج بيرتران متعدد الوجوه النجمي[الإنجليزية] المنتظم (متعدد وجوه كبلر وبوانسو) عن طريق تشكيل عشريني الوجوه اثني عشري الوجوه المحدبين[الإنجليزية] المنتظمين.
- في عام 1974، أحصى بريدج الويجهات الأكثر بساطةً لمتعددات الوجوه المنتظمة، بما في ذلك تلك الخاصة باثني عشري الوجوه.
- في عام 2006، وصف إنشبالد النظرية الأساسية لمخططات الويجهة لمتعددات الوجوه. بالنسبة لرأس معين، يُظهر المخطط جميع الحروف والوجيهات الممكنة التي يمكن استخدامها لتشكيل ويجهات الغلاف الأصلي. وهو ثِنْوِيّ لمخطط استنجام متعدد الوجوه الثِّنْوِيّ، الذي يُظهر جميع الحروف والرؤوس الممكنة لمستوي وجه النواة الأصلية.

### الحواشي
1. ↑  أحمد شفيق الخطيب (2001). قاموس العلوم المصور: بالتعريفات والتطبيقات (بالعربية والإنجليزية) (ط. 1). بيروت: مكتبة لبنان ناشرون. ص. 238. ISBN:978-9953-10-218-4. OCLC:50131139. QID:Q124741809.
2. ↑  Mathematical Treasure: Wenzel Jamnitzer's Platonic Solids by Frank J. Swetz (2013): "In this study of the five Platonic solids, Jamnitzer truncated, stellated, and faceted the regular solids [...]" نسخة محفوظة 2024-05-30 على موقع واي باك مشين.

### فهرس المراجع
- Bertrand, J. Note sur la théorie des polyèdres réguliers, Comptes rendus des séances de l'Académie des Sciences, 46 (1858), pp. 79–82.
- Bridge, N.J. Facetting the dodecahedron, Acta crystallographica A30 (1974), pp. 548–552.
- Inchbald, G. Facetting diagrams, The mathematical gazette, 90 (2006), pp. 253–261.
- Alan Holden, Shapes, Space, and Symmetry. New York: Dover, 1991. p.94

## روابط خارجية
- Weisstein, Eric W. "Faceting". MathWorld.
- Olshevsky, George. "Faceting". Glossary for Hyperspace (بالإنجليزية). Archived from the original on 2007-02-04.